# 修文県
修文県（しゅうぶん-けん）は中華人民共和国貴州省貴陽市に位置する県。
県人民政府の所在地は竜場街道（王陽明の竜場の大悟で有名）。

## 行政区画
下部に5街道、6鎮、1民族郷を管轄する。
- 街道
  - 竜場街道、陽明洞街道、扎佐街道、景陽街道、久長街道
- 鎮
  - 六広鎮、六屯鎮、六桶鎮、灑坪鎮、谷堡鎮、小箐鎮
- 民族郷
  - 大石プイ族郷

## 交通

### 鉄道
- 中国鉄路総公司
  - 渝貴線
    - 修文県駅

  - 川黔線

### 道路
- 高速道路
  - 蘭海高速道路
  - S30 江黔高速道路
- 国道
  - G210国道
  - G321国道